# Lourosa
Lourosa este un oraș în Oliveira do Hospital, Portugalia.